# Tragédia de Doolough

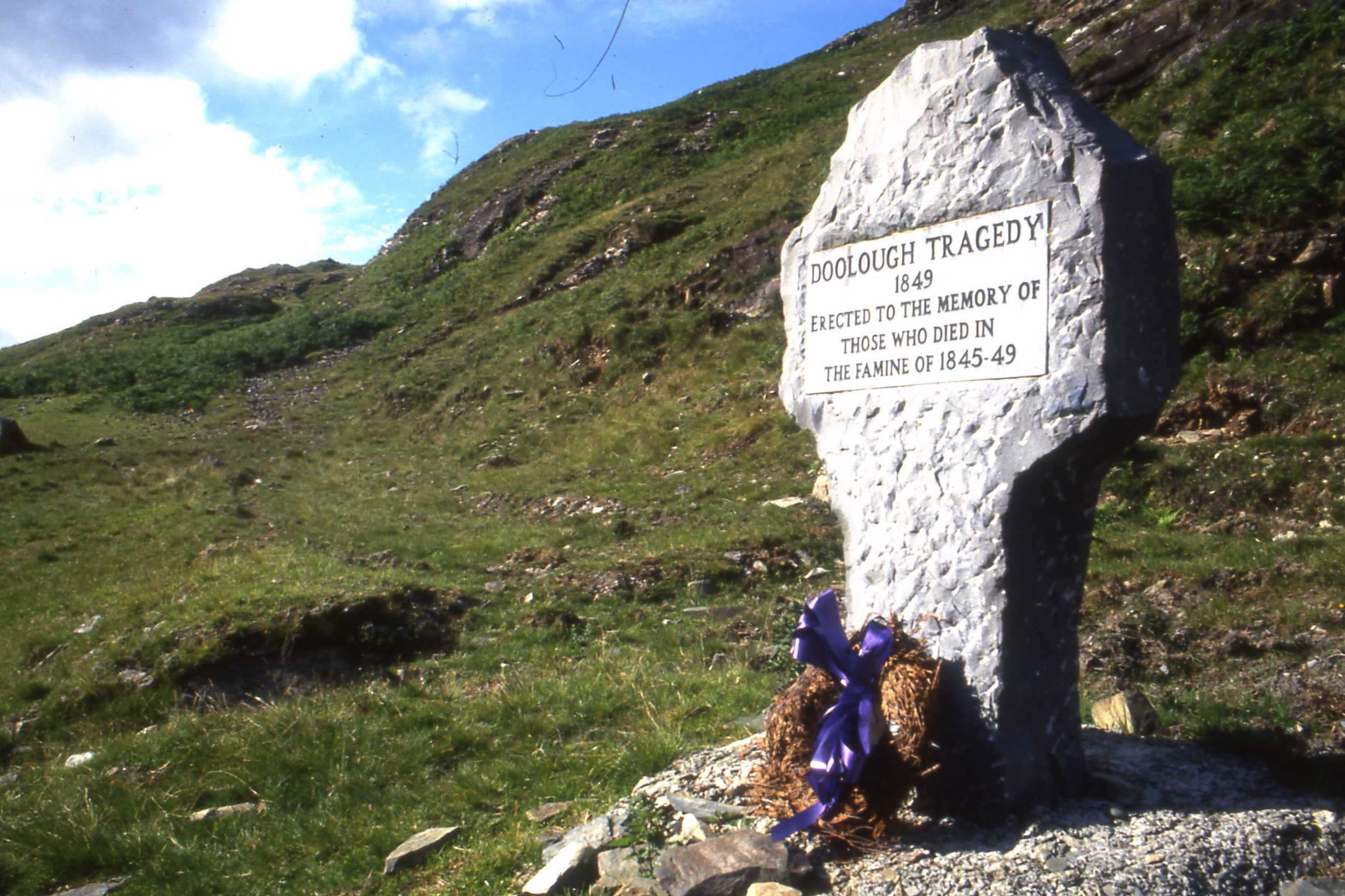
Memorial às vítimas de Vale Doolough

A tragédia de Doolough é um acontecimento ocorrido durante a " Grande Fome na Irlanda", no sudoeste do Condado de Mayo.
Em 30 de março de 1849, numa sexta-feira, dois agentes de Westport responsáveis por fiscalizarem a Lei Federal dos Pobres, chegaram em Louisburgh para verificarem se as pessoas podiam continuar a receber ajuda do governo. Por alguma razão a inspeção não tomou lugar ali e os agentes foram até Delphi Lodge - um pavilhão de caça - cerca de 40 quilômetros ao sul de Louisburgh. As pessoas que deveriam ser entrevistadas para o benefício, foram instruídas a se dirigirem até Delphi Lodge às 7 da manhã do dia seguinte, se quisessem continuar a receber ajuda do governo. Durante a noite e o dia que seguiu, milhares de indigentes e mendigos famintos se dirigiram ao lugar mas, em função do alto estado de debilidade e desnutrição em que se encontravam, além do árduo caminho sob um clima ruim, levou a que muitos não conseguissem terminar a viagem. Uma carta escrita ao “The Mayo Constitution” reportou que os corpos de sete pessoas, inclusive mulheres e crianças, foram descobertos ao longo da estrada que ligava Delphi e Louisburgh. Outras nove pessoas nunca mais retornaram aos seus lares. As lendas locais  variam o número total de mortos.
Uma cruz e a anual "Jornada dos Famintos" entre Louisburgh e Doolough são marcos populares sobre o evento. O monumento no vale Doolough traz a inscrição atribuída a uma citação de Mahatma Gandhi: Como podem os homens sentirem-se eles mesmo honrados com a humilhação de seus semelhantes?

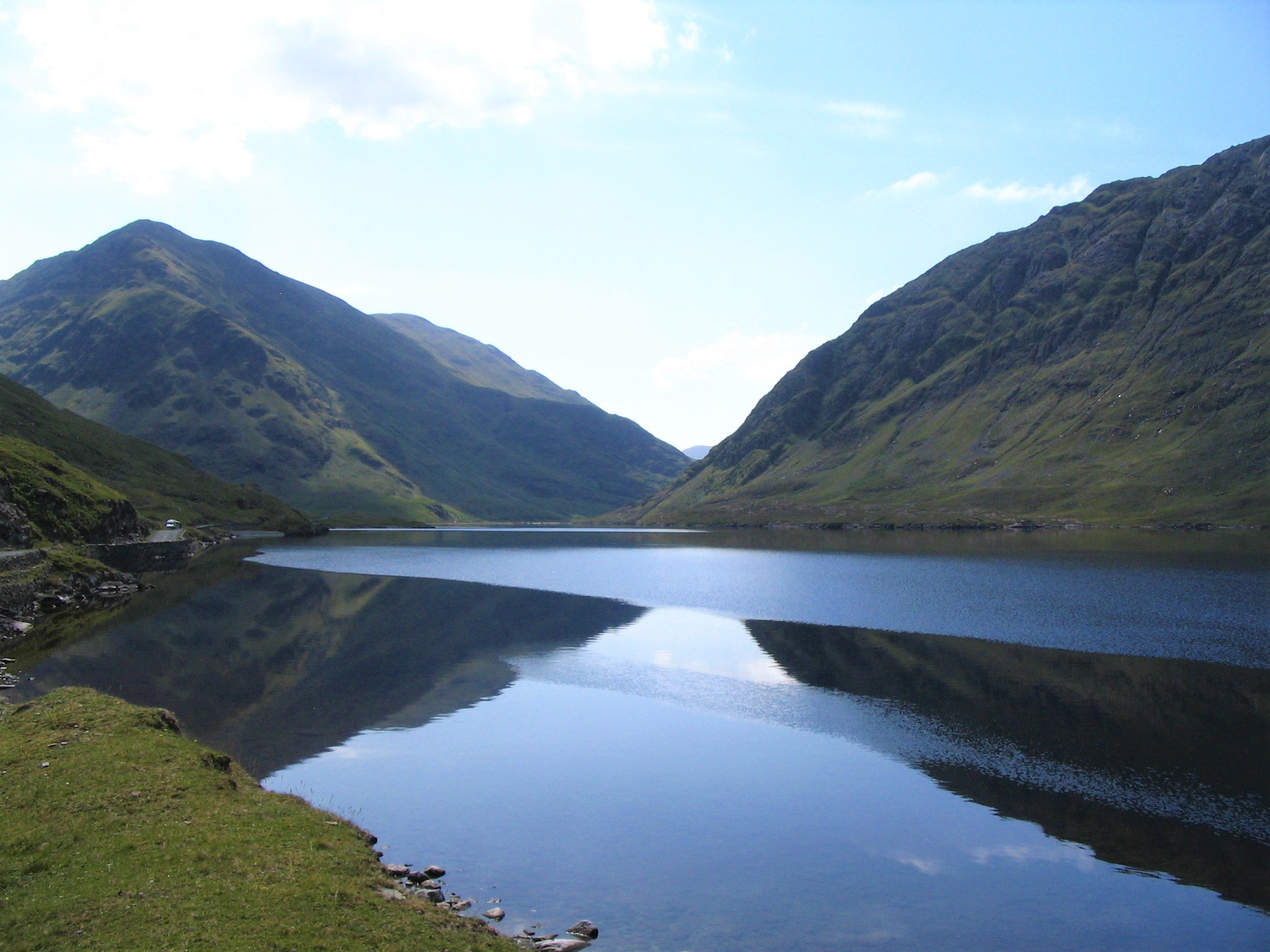
Passo de Doolough